# Filippo Inzaghi
Filippo "Pippo" Inzaghi (Piacenza, 9. kolovoza 1973.) talijanski je nogometni trener i bivši nogometaš. Trenutačno je trener Palerma.
On je brat Simonea Inzaghija, također profesionalnog nogometaša. Filippo je u karijeri često mijenjao klubove, zadržavši se dulje vrijeme tek u onim velikim. Od 1991. do 1997. šest se puta selio iz kluba u klub, promijenivši 5 klubova iz 1., 2. i 3. lige. Dulje je vrijeme proveo u Juventusu (4 godine) te u Milanu. U reprezentaciji je dostigao brojku od 57 nastupa, te sudjelovao na SP-u 2006. godine, kada je s Italijom postao svjetski prvak. 

## Klupska karijera
Krenuo je s nogometom 1991. godine u rodnoj Piacenzi, no tamo je odigrao tek dvije utakmice prije posudbe u Albinoleffe, gdje je u Serie C postigao 13 pogodaka u 21 utakmici. Sezonu nakon toga otišao je u Hellas Veronu, zabivši opet 13 golova, no ovaj put u 36 utakmica, iako u višem rangu. Potom se vratio u Piacenzu, gdje je ovaj put bio u prvom planu. Te je sezone postigao 15 golova u 37 utakmica. Preselio se potom u Parmu, čime je prvi put zaigrao u Serie A. Tamo se nije proslavio, postigavši tek dva pogotka u 15 utakmica. Parma ga nije zadržala, no on je ostao u elitnoj talijanskoj ligi, te s 24 pogotka za Atalantu bio najbolji strijelac i najbolji mladi igrač lige. Uslijedio je potom veliki transfer u Lippijevu Staru damu. Tamo je proveo 4 godine igrajući u napadu s Alessandrom Del Pierom. U 120 utakmica zabio je 57 puta. Sezone 1997./98. postao je prvak Italije i doprvak Europe. Dolaskom Davida Trezegueta, izgubio je mjesto u prvoj postavi, te preselio na San Siro u Milan. Prvi dio sezone kao Rossoner proveo je ozlijeđen, no odmah je po povratku, u duetu sa Ševčenkom igrao sjajno. U crno-crvenom dresu postao je najbolji talijanski strijelac u europskim natjecanjima, prestigavši Alessandra Altobellija. U Milanu je osvojio još jedan Scudetto, dvije Lige prvaka, talijanski superkup, Europski superkup i Talijanski kup.

## Reprezentativna karijera
U reprezentaciji je debitirao 8. lipnja 1997. godine protiv Brazila. Od tada je postigao 25 golova u 57 utakmica - 10. strijelac svih vremena talijanske reprezentacije. Nastupio je na SP-u 1998., EP-u 2000., te na SP-u 2002. godine. Na EP u Portugal nije išao, no zbog ozljede Christiana Vierija uspio se probiti do SP-a u Njemačkoj, gdje je bio jedan od strijelaca zlatne talijanske momčadi.

## Stil igre
Kao napadač nije neki razarač obrana, niti toliko brz i precizan. Specifična je vrsta pravog i klasičnog centarfora, koji cijelu utakmicu ne treba imati niti jedan kontakt s loptom, da bi potom jednim sjajnim postavljanjem ili kažnjavanjem protivničke obrane promijenio rezultat. Zvali su ga stalno majstorom kaznenog prostora, u kojem je bio naširoko poznat kao veliki simulator. Ta mu je gluma dobro išla. Isprva je to išlo odlično, dok mu više nitko nije htio povjerovati. Također je dobar u ulaženju u zaleđa. Nije rijetkost da bude ispred protivničke obrane više puta na utakmici. Jednom ga je, za magazin FourFourTwo, legendarni Paolo Rossi usporedio sa samim sobom, tvrdeći da je strpljiv, snalažljiv, te uvijek koncentriran na utakmicu.
Nadimak Superpippo, ili Superpippo Inzagol dobio je od navijača za vrijeme svojih najvećih golgeterskih dana. Ta riječ, Superpippo, u Italiji označava crtanog junaka Super Šilju.